# Angelo Ahouandjinou
Angelo Ahouandjinou de son vrai non Angelo Évariste Ahouandjinou est un homme politique béninois devenu maire de la commune d'Abomey-Calavi au cours des élections municipales de 2020 sur la liste du parti Union Progressiste. Il succède ainsi à George Bada à la tête de la commune,.

## Biographie

### Éducation
Ahouandjinou est Titulaire d'une maîtrise en sociologie et d'un Master en étude de prospective de développement.

### Carrière

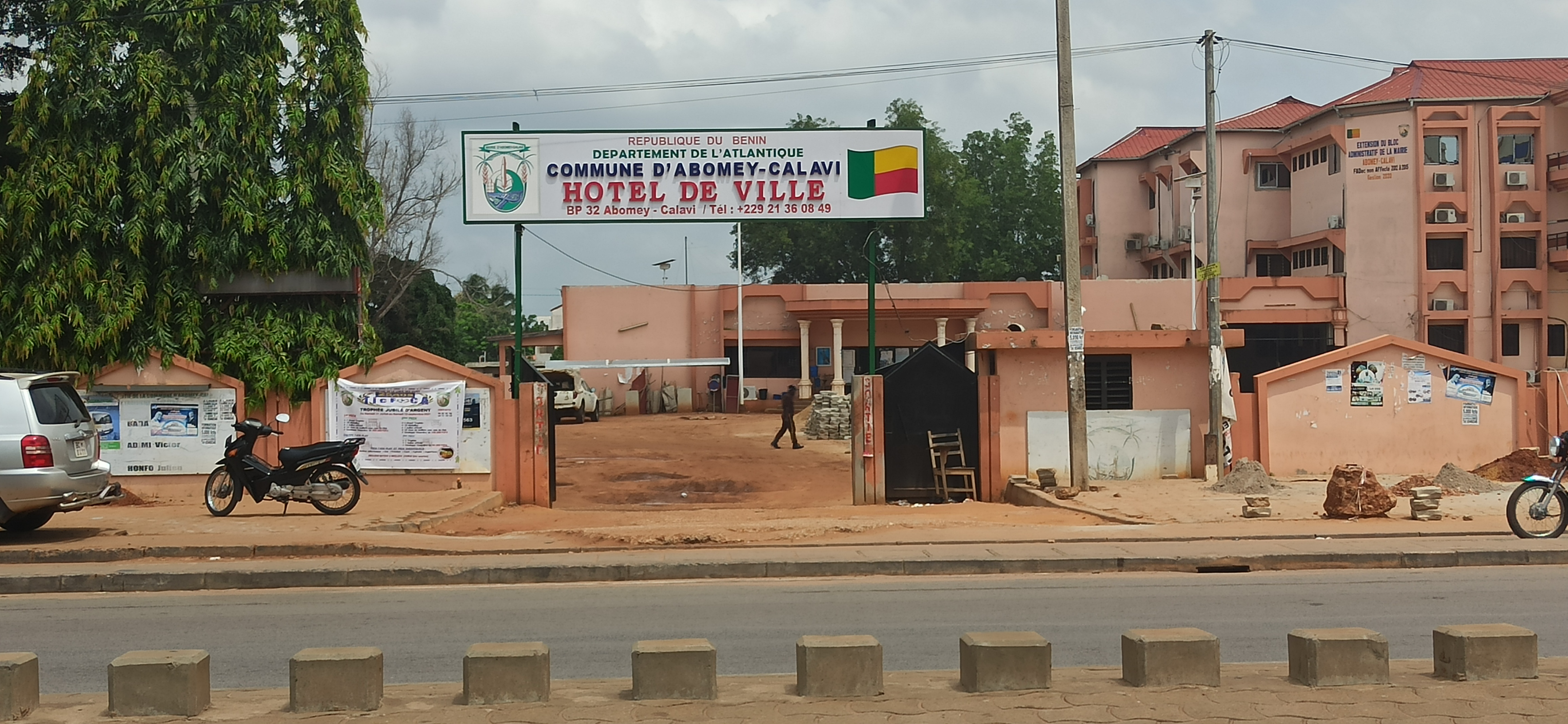
Mairie d'Abomey-Calavi.

Afin de participer à la vie politique de son pays, Angelo à l'adolescence crée le mouvement LGLD, puis en 2016 il a été superviseur général pour la 6ème circonscription électorale. Près d'un an après, il s'est vue confié la direction de l'administration et du patrimoine de l'office des gestions des stades du Bénin, un poste qu'il a occupé jusqu'au 29 avril 2020  avant d'être promu directeur départemental des sports de l’Atlantique. Aujourd'hui son destin politique le parachute à la tête d'une des communes les plus grandes du Bénin,.